# Lotus Eleven

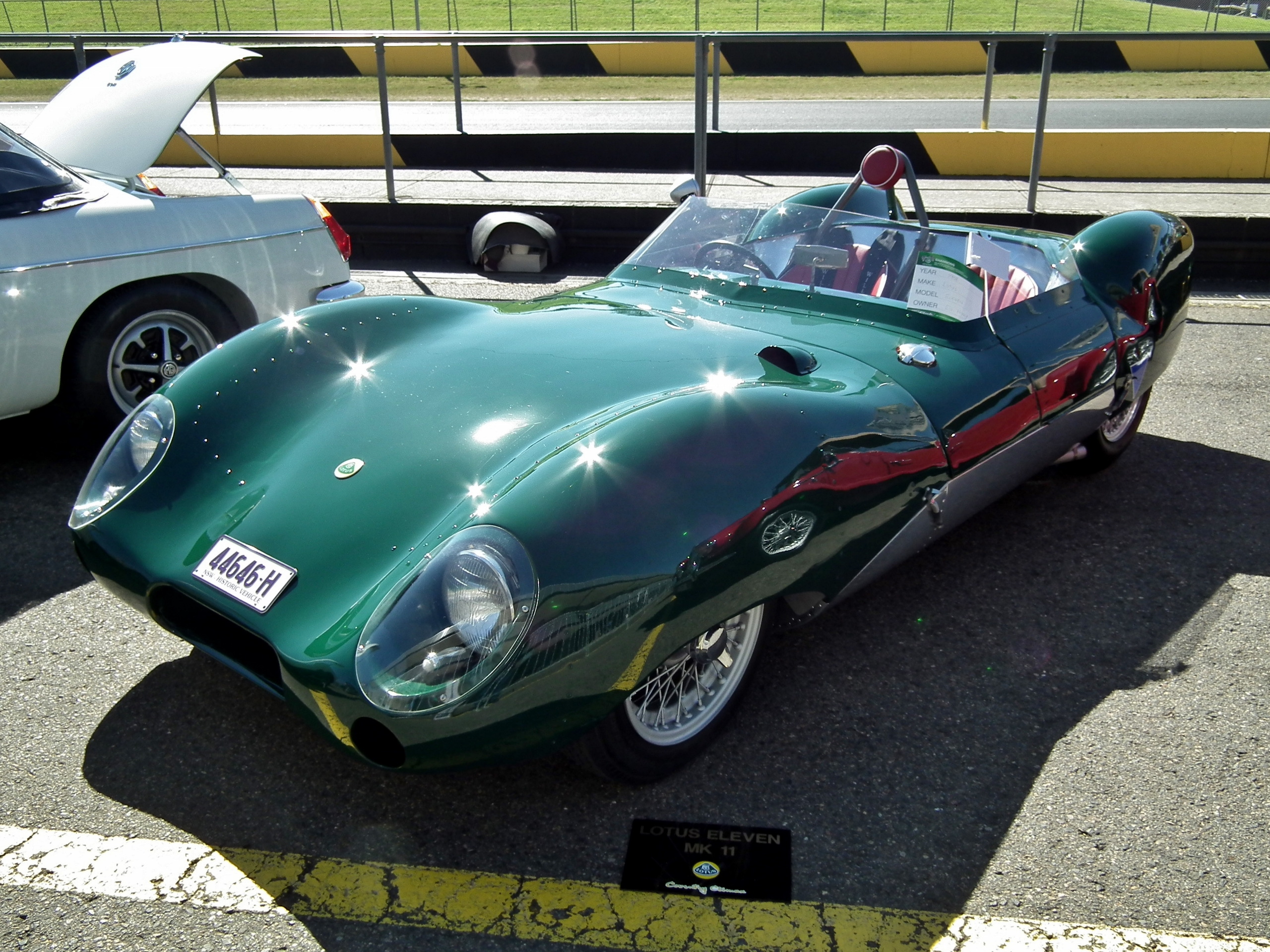
Die zweisitzige Version Lotus Eleven roadster (1958)

Der Lotus Eleven war ein Rennwagenmodell, das von Lotus in verschiedenen Varianten zwischen 1956 und 1958 gebaut wurde. Spätere Versionen, mit dem Baujahr 1958, werden zum Teil als Lotus 13 bezeichnet, obwohl dies keine offizielle Bezeichnung ist. Insgesamt wurden etwa 270 Exemplare hergestellt.

## Bezeichnung
Das Fahrzeug trug ursprünglich die Typen-Bezeichnung „Mark 11“, wurde aber von der Fachpresse schnell als „Lotus Eleven“ bezeichnet, und Colin Chapman übernahm diesen Namen.
Frühe Lotus-Fahrzeuge trugen ihre Mark-Typenummer teilweise auch in römischen Ziffern, so dass die „11“ auch als „II“ gelesen werden konnte, was „2“ in römischen Ziffern bedeutet. Um Verwirrung zu vermeiden, beschloss Chapman, es zu buchstabieren; das Auto wurde zum Lotus Eleven und führte unbeabsichtigt die „E“ -Namenspolitik für alle nachfolgenden Lotus-Straßenautos ein, die bis heute andauert.

## Entwicklung und Technik
Der Lotus Eleven mit seiner aerodynamischen, von Frank Costin entwickelten Aluminium-Karosserie wurde ab 1956 im Werk von Hornsey gebaut. Die Karosserie baute auf dem von Colin Chapman entworfenen Gitterrohrrahmen auf. 1957 wurde die alte Gelenk-Vorderachse, ein typisches Merkmal der ersten Lotus-Modelle, durch eine Radaufhängung mit Querlenkern ersetzt, die die Stabilität und die Fahreigenschaften deutlich verbesserte.
Dieses Modell wurde in drei Ausführungen angeboten:
- Modell Le Mans als Einsitzer mit einem 1,1- oder 1,5-I-Coventry-Climax-Motor, De-Dion-Hinterachse, Scheibenbremsen und verschiedenen Übersetzungsverhältnissen im Achsgetriebe
- Modell Club als Zweisitzer mit starrer Hinterachse, Trommelbremsen und einem Coventry-Climax-Motor mit geringerem Hubraum
- Modell Sport als Zweisitzer mit starrer Hinterachse, Trommelbremsen, und einem 1172-cm³-Ford-Motor mit seitlich stehenden Ventilen war wirtschaftlicher, kleiner und preiswerter als die anderen Modelle.

Der niedrige Luftwiderstand dieses Modells zeigte sich in Monza, wo ein XI-Tourenwagen, der lediglich über eine Plexiglaskuppel über dem Fahrersitz verfügte, eine Runde mit 230 km/h zurücklegte und in einer Stunde 221 km fuhr. Des Weiteren verbraucht der Eleven durch die gute Aerodynamik bei 161 km/h im Durchschnitt 8,7 l/100 km.

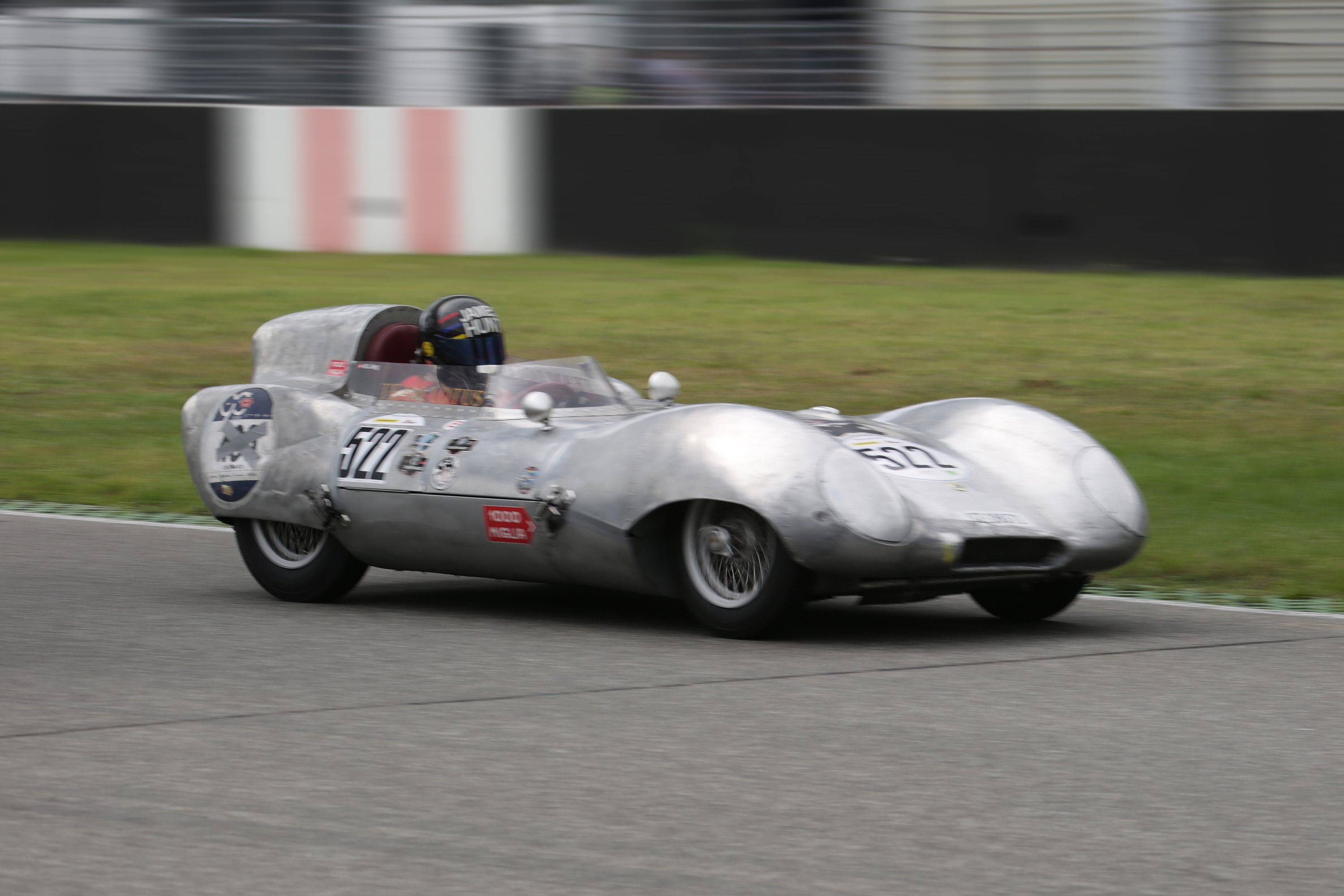
Lotus Eleven Le Mans, 1907 cm³, Bj. 1961 bei den Hockenheim Historic 2021
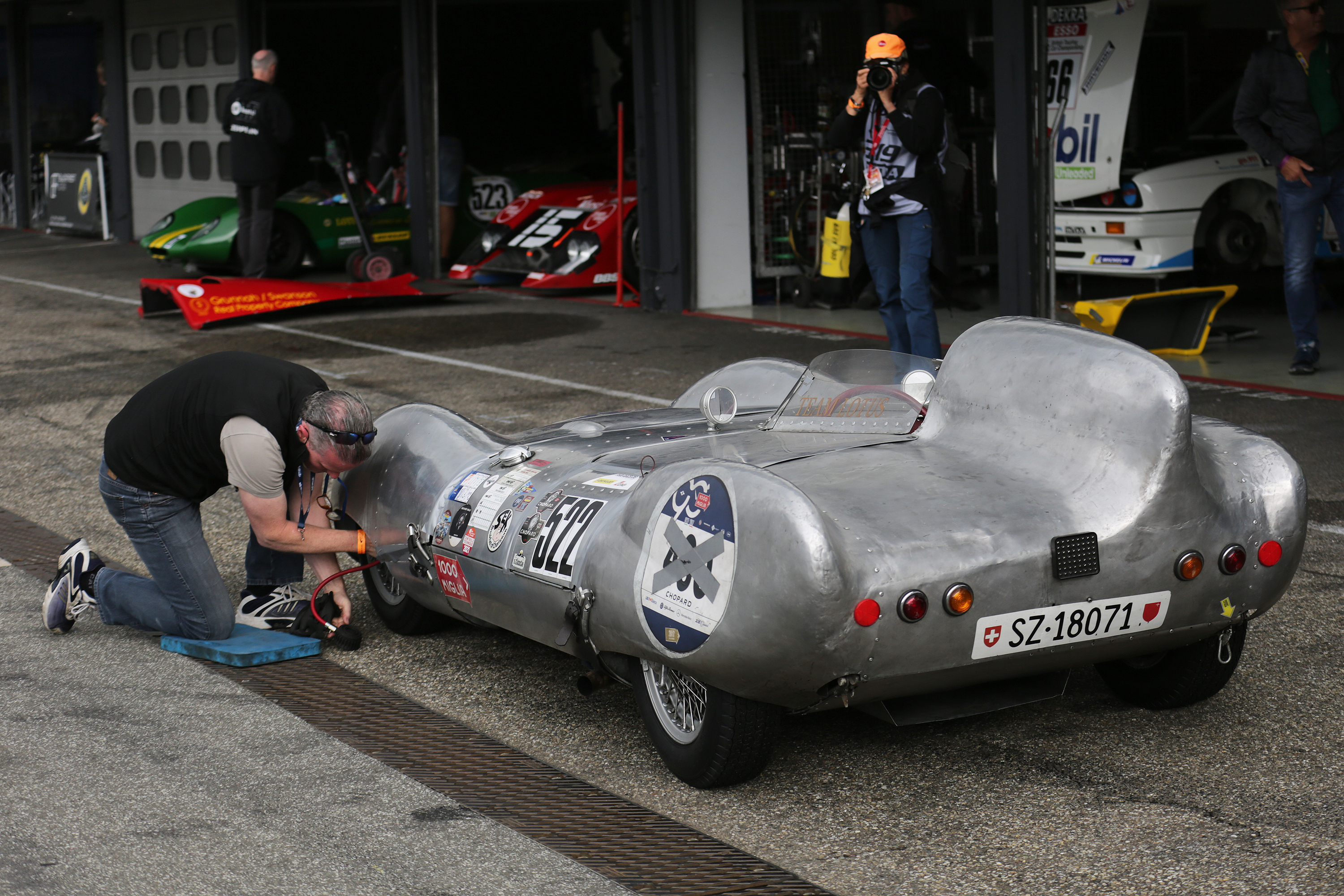
Lotus Eleven Le Mans
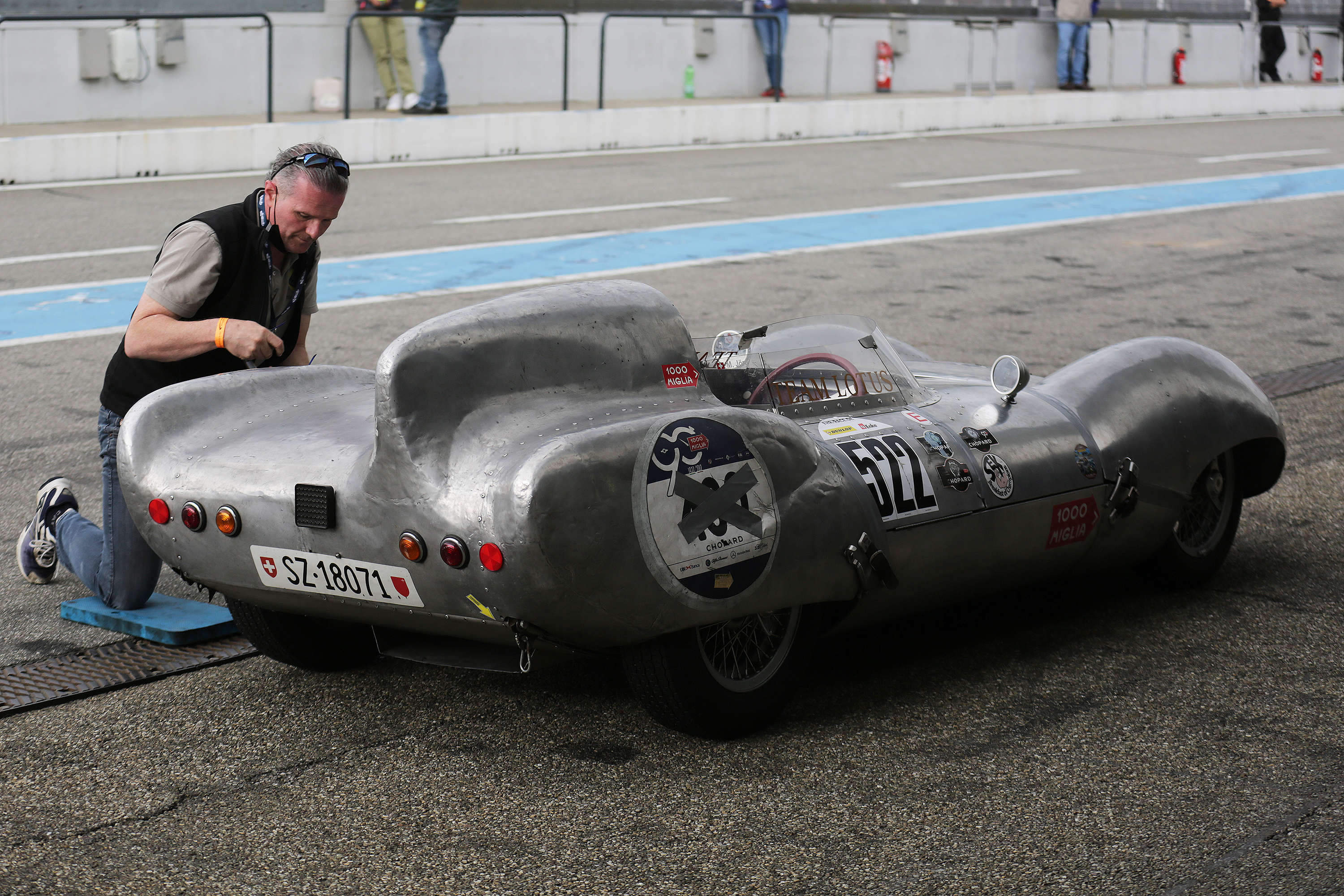
Lotus Eleven Le Mans
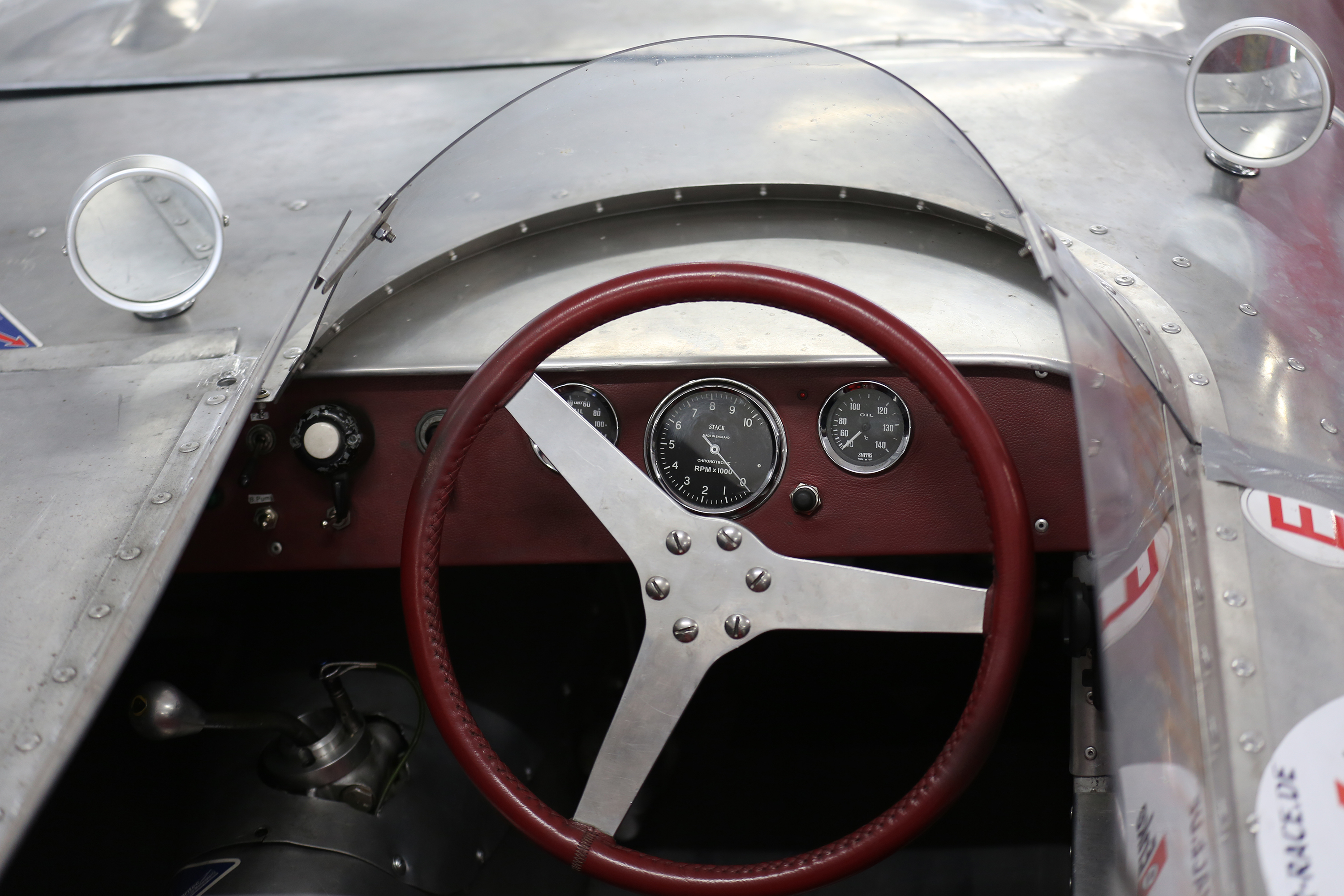
Lotus Eleven Le Mans
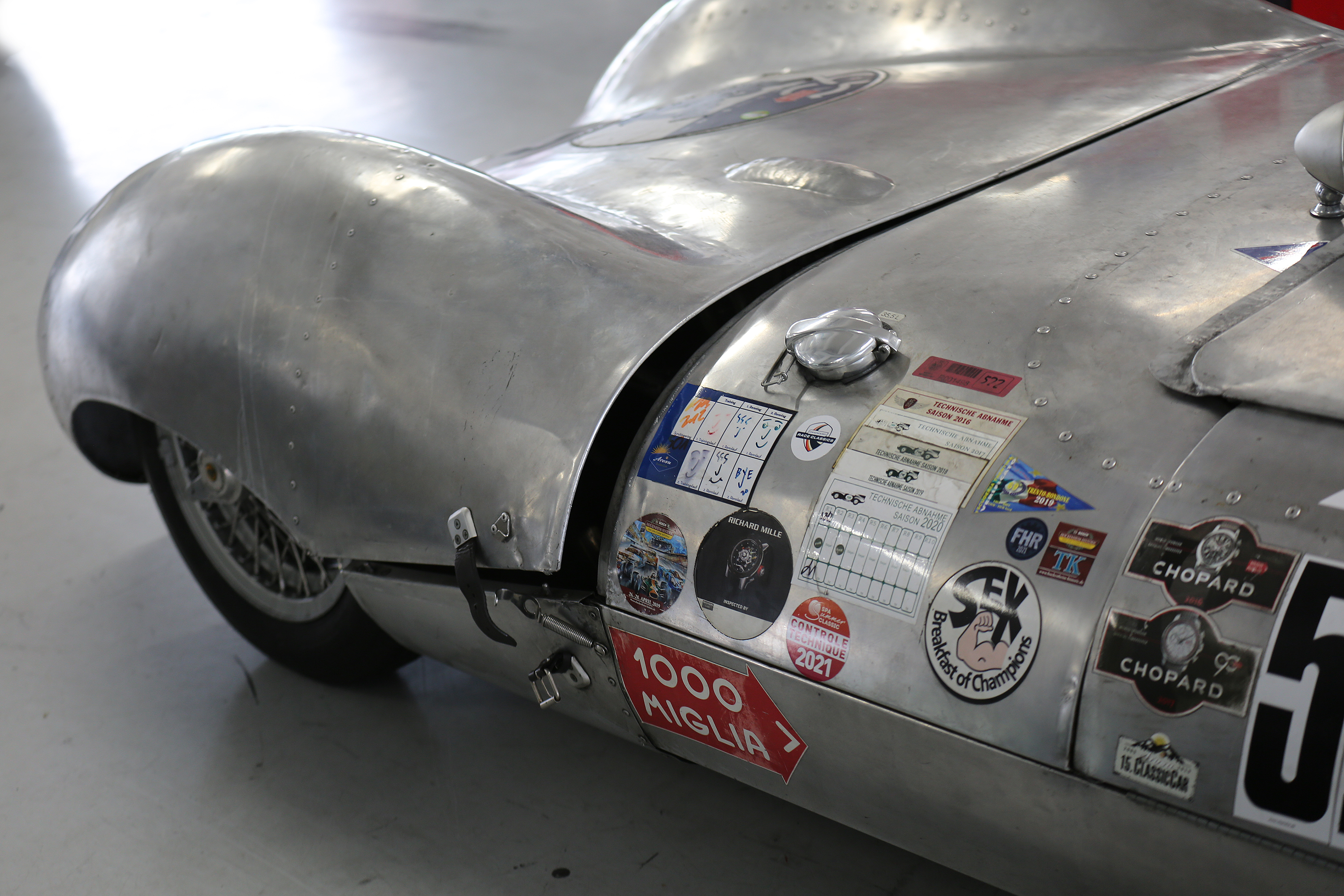
Lotus Eleven Le Mans

## Motorsport
Vom Werksteam eingesetzte Versionen des Lotus Eleven starteten 1956 bei den 24 Stunden von Le Mans und gewannen in der 1100-cm³-Klasse. Chapman selbst nahm an der 1500-cm³-Kategorie teil, musste aber aufgeben. Später im Jahr fuhr Stirling Moss in Monza einen Eleven mit speziellem „Bubble-Top“, um Klassengeschwindigkeitsrekorde von mehr als 135 Meilen pro Stunde (217 km/h) aufzustellen. 1956 errangen die Lotus Eleven insgesamt 148 erste, 134 zweite und 99 dritte Plätze. Ein Exemplar des Eleven erzielte während der sechsmonatigen Rennsaison allein 18 Siege.
Im folgenden Jahr präsentierte Lotus den Eleven S2: optisch fast gleich, aber unter der Karosserie mechanisch verbessert. Die Produktion wurde auf weitere 104 Einheiten ausgeweitet. Vier von ihnen starteten 1957 in Le Mans und kamen gemeinsam in Formation ins Ziel – ein denkwürdiges Bild in der Geschichte dieses Langstreckenrennens.

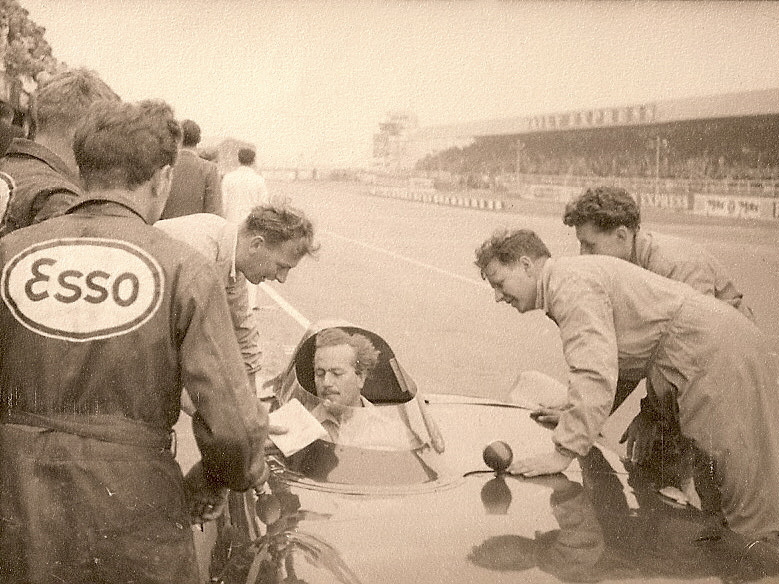
Colin Chapman im Cockpit eines Lotus Eleven, während des Trainings für das Formel-2-Rennen des britischen Grand Prix von 1956, Silverstone Circuit (Juli 1956)
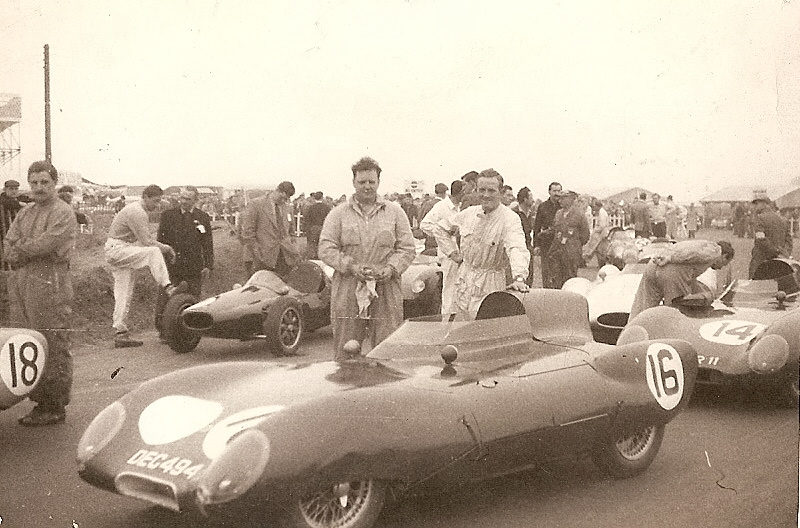
Zwei Lotus Eleven mit ihren Fahrern Cliff Allison und Graham Hill (1957)
Autos des Teams Lotus Eleven, die für das 24-Stunden-Rennen von Le Mans 1956 in der Sportwagen-Kategorie antraten

## Replika
Von 1984 bis 1988 verkaufte der Hersteller Westfield mit dem Westfield XI ein sogenanntes „Replica“ als Kit Car. Seit 2004 führt Westfield das populäre Modell wieder in seinem Programm.

## Reminiszenz
Den Grundgedanken des Fahrzeugs (extreme Leichtbauweise bei maximal möglicher Motorisierung) führte Lotus ab 2007 mit dem Lotus 2-Eleven, und ab 2011 mit dem Nachfolger Lotus 3-Eleven weiter.